# Radio Lora

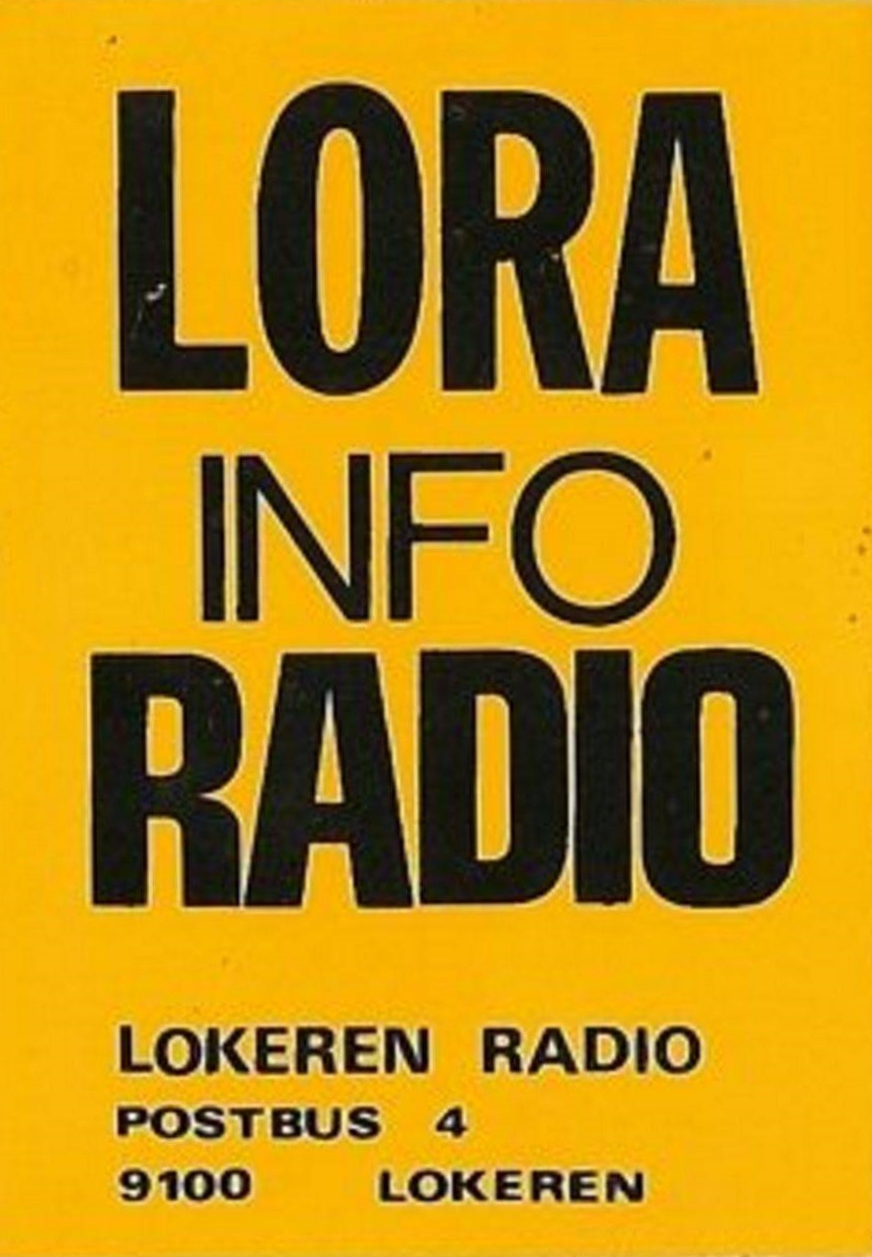

Radio Lora (Lokeren Radio) was een Belgische radiozender. De zender startte in april 1981 als alternatief voor de openbare radio-omroep. Een wettelijk kader ontbrak en dus gebeurde dit volledig in de illegaliteit. De roepnaam Lora werd op 1 mei 1998 gewijzigd in Axiradio.
In november 2009 stopte Axiradio met uitzenden. Rony De Draaier, Dirk De Vlaming, Eddy Zonder Zorgen, Willem De Praeter en verschillende andere dj’s namen na een radiomarathon en op de tonen van The Final Countdown van Europe afscheid van hun radiostation.
De frequentie 105.9 werd overgenomen door Radio Land Van Waas (RLVW).